# Receptor nuclear

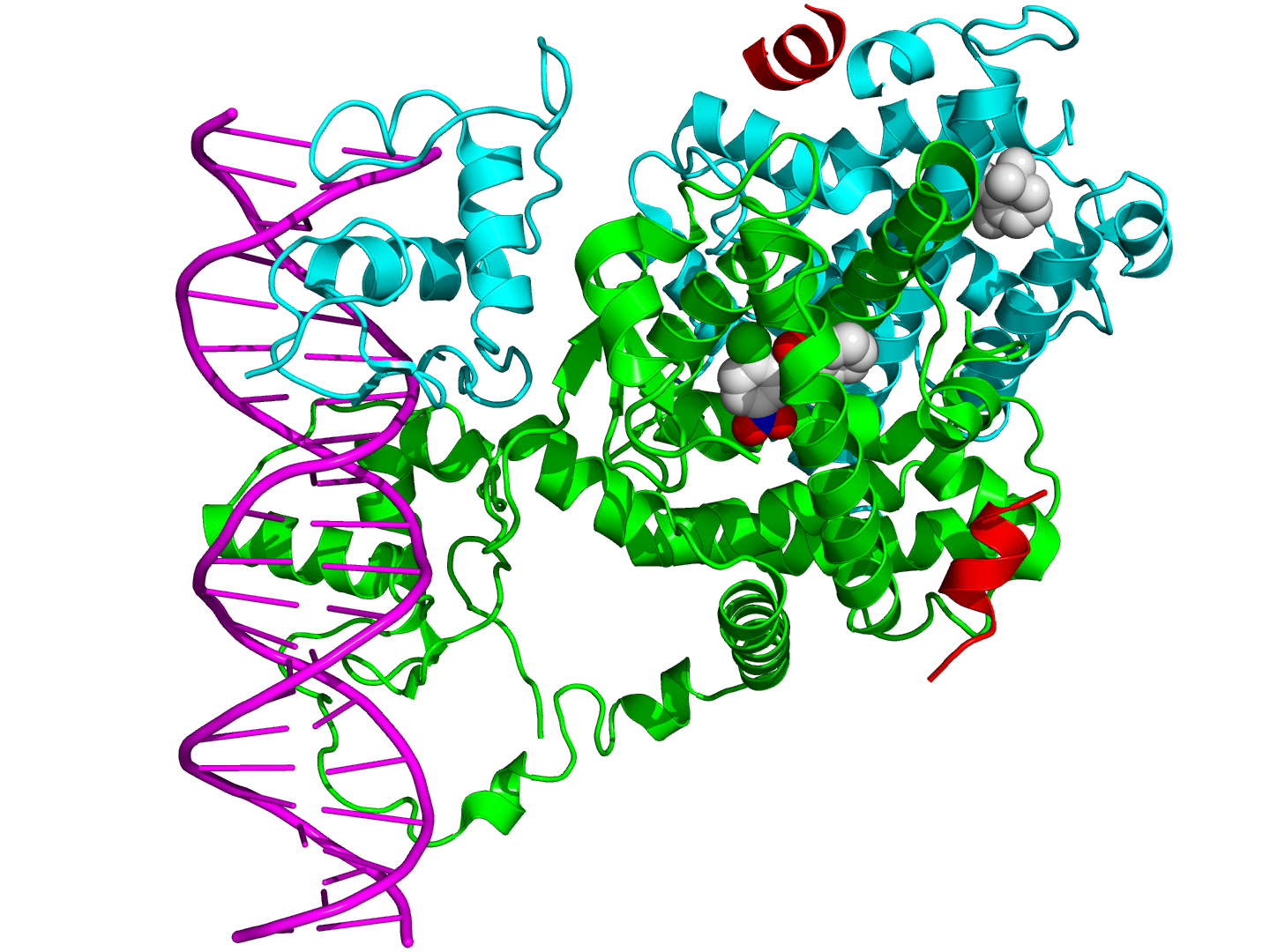
Estructura cristal·logràfica de l'heterodímer dels receptors nuclears PPAR-γ (verd) i RXR-α (cian) units a la doble hèlix de l'ADN (magenta) i dues molècules del coactivador NCOA2 (vermell). L'antagonista de PPAR-γ, GW9662, i l'agonista de RXR-α, l'àcid retinoic, estan representats segons un model de rebliment d'espai (carboni = blanc, oxigen = vermell, nitrogen = blau, clor = verd).

En el camp de la biologia molecular, els receptors nuclears són una classe de proteïnes que es troben a l'interior de les cèl·lules i que actuen com a receptors de les hormones esteroides i tiroidals, a més d'altres molècules. En resposta, aquests receptors, amb l'ajut de diferents proteïnes, regulen l'expressió de gens específics, de forma que controlen el desenvolupament, l'homeòstasi i el metabolisme de l'organisme.
Els receptors nuclears tenen la capacitat d'unir-se directament a l'ADN i regular l'expressió de gens adjacents, motiu pel qual aquests receptors estan classificats com a factors de transcripció. La regulació de l'expressió gènica per part dels receptors nuclears generalment només té lloc quan un lligand, una molècula que afecta el comportament del receptor, està present. Específicament, la unió del lligand a un receptor nuclear causa un canvi de conformació en el receptor que, al seu torn, activa el receptor, que causa un increment o una disminució de l'expressió gènica.

## Distribució
Els receptors nuclears són específics de metazous (animals) i no s'han trobat en protists, algues, fongs ni plantes. Entre els llinatges animals ancestrals dels quals s'ha seqüenciat el genoma, s'han trobat dos receptors nuclears en l'esponja de mar Amphimedon queenslandica, dos en el ctenòfor Mnemiopsis leidyi, quatre en el placozou Trichoplax adhaerens i 17 en el cnidari Nematostella vectensis. Hi ha 270 receptors nuclears en el nematode C. elegans. Pel que fa a mamífers, podem trobar 48 receptors nuclears en humans, 49 en ratolins i 47 en rates.

## Lligands

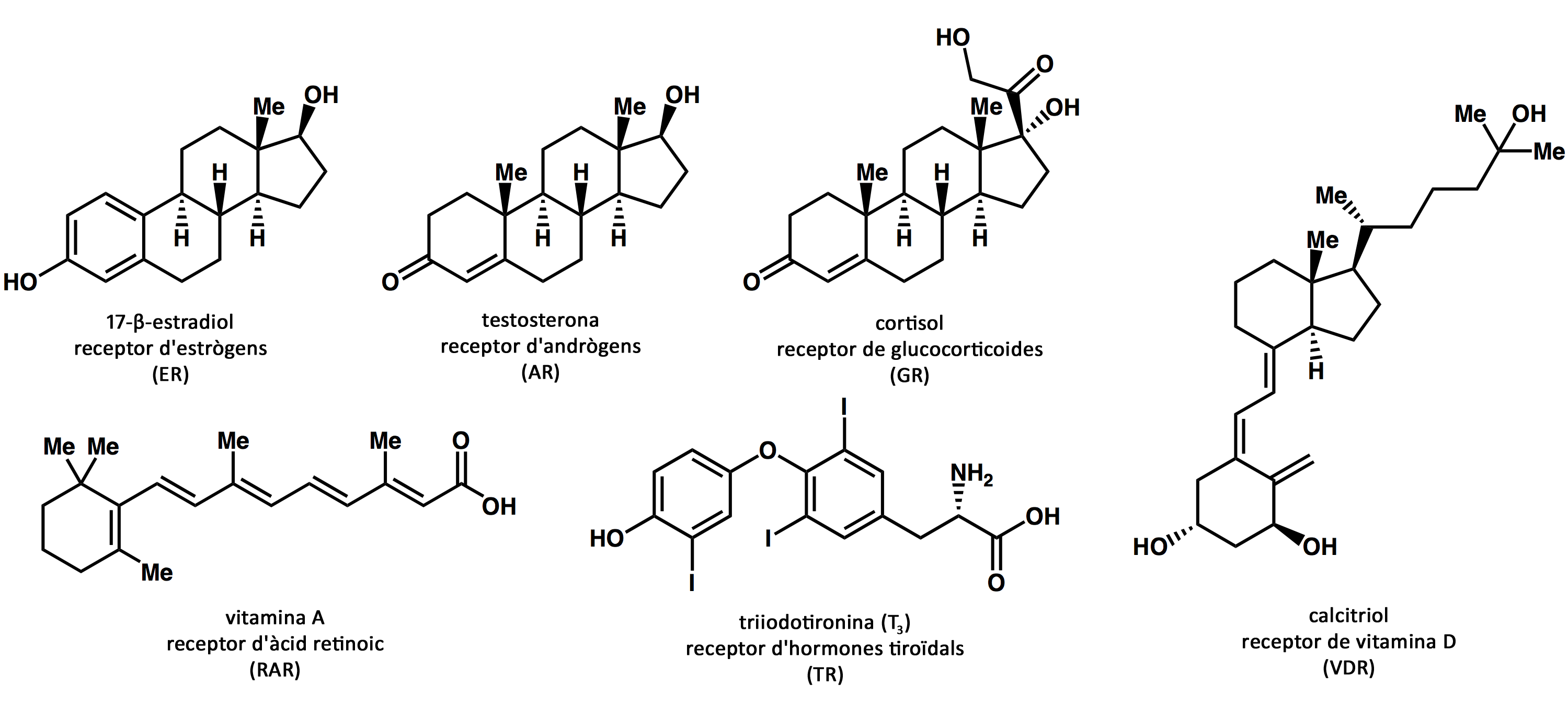
Estructures de diversos lligands endogens de receptors nuclears i nom del receptor a què s'uneixen.

Els lligands que s'uneixen i activen receptors nuclears inclouen substàncies lipòfiles com ara hormones endògenes, la vitamina A, la vitamina D i diversos interferents endocrins xenobiòtics. Com que els receptors nuclears regulen un nombre molt alt de gens, els lligands que s'hi uneixen poden tenir efectes profunds en l'organisme. Molts d'aquests gens regulats estan associats a diverses malalties, fet que explica per què la diana molecular d'aproximadament el 13% dels medicaments aprovats per l'Administració d'Aliments i Fàrmacs dels Estats Units (FDA) són receptors nuclears.
Hi ha un nombre elevat de receptors nuclears que no tenen lligand endogen conegut (o si més no no hi ha consens). S'anomenen receptors orfes. Alguns d'aquests receptors, com els FXR, els LXR o els PPAR, s'uneixen amb una afinitat relativament baixa a determinats metabòlits intermedis com ara àcid grassos, àcids biliars o esterols. Per tant, aquests receptors podrien funcionar com a sensors metabòlics. Altres receptors nuclears, com el CAR i el PXR, sembla que tenen funció de sensors de xenobiòtics i activen l'expressió d'enzims citocrom P450 que metabolitzen aquests xenobiòtics.

## Estructura
Els receptors nuclears tenen una estructura modular i contenen els següents dominis:
- (A-B) Domini regulador N-terminal: Conté la funció d'activació 1 (AF-1), l'acció de la qual és independent de la presència de lligand.[13] L'activació transcripcional de l'AF-1 normalment és molt feble, però sinergitza amb la de l'AF-2, al domini E (vegeu avall) per produir una regulació gènica positiva més robusta. La seqüència del domini A-B és altament variable entre diversos receptors nuclears.
- (C) Domini d'unió a l'ADN (DBD per les sigles en anglès): És un domini altament conservat que conté dos dits de zinc que s'uneixen a seqüències específiques d'ADN anomenades elements de resposta a hormones.
- (D) Regió frontissa: Domini flexible que connecta el DBD amb el LBD. Influeix en el tràfic intracel·lular i la distribució subcel·lular.
- (E) Domini d'unió al lligand (LBD per les seves sigles en anglès): Moderadament conservat en seqüència i altament conservat en estructura entre diversos receptors nuclears. L'estructura del LBD té un plegament de tipus sàndvitx, en què tres hèlixs alfa antiparal·leles són flanquejades per dues hèlixs alfa en una cara, i tres en l'altra. La cavitat d'unió al lligand està a l'interior del LBD, just per sota de les tres hèlixs alfa antiparal·leles. Juntament amb el DBD, el LBD contribueix a la dimerització del receptor i, a més, uneix coactivadors i correpressors. El LBD també conté la funció d'activació 2 (AF-2), l'acció de la qual és dependent de la unió del lligand al receptor.[13]
- (F) Domini C-terminal: Té una seqüència molt variable entre diversos receptors nuclears.

Els dominis N-terminal (A/B), d'unió a ADN (C), i d'unió a lligand (E) es pleguen independentment i són estructuralment estables, mentre que la regió frontissa (D) i l'opcional C-terminal (F) podrien ser conformacionalment flexibles i desordenats.
|  |